# 60. Münchner Sicherheitskonferenz
Die 60. Münchner Sicherheitskonferenz (MSC 2024) fand vom 16. bis 18. Februar 2024 im Hotel Bayerischer Hof in München unter dem Motto „Lose-Lose?“ statt.
Es war die zweite Sicherheitskonferenz unter dem Vorsitz von Christoph Heusgen.

## Teilnehmer
Teilnehmer waren u. a.:

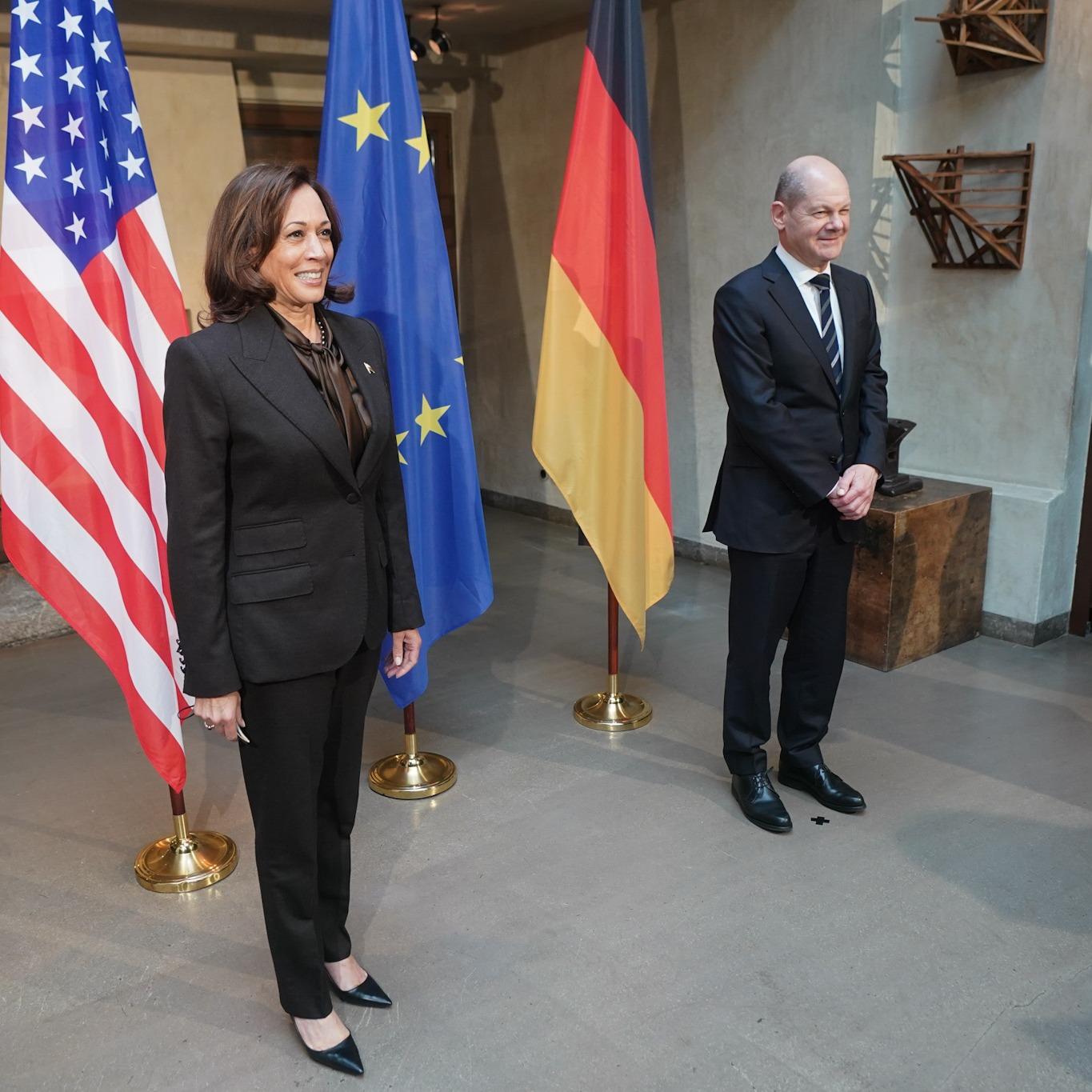
Kamala Harris und Olaf Scholz auf der 58. Münchner Sicherheitskonferenz

- Olaf Scholz, Bundeskanzler von Deutschland
- António Guterres, UN-Generalsekretär
- Antony Blinken, Außenminister der Vereinigten Staaten
- Kamala Harris, Vizepräsidentin der Vereinigten Staaten
- John Kerry, Sonderbeauftragter der Vereinigten Staaten
- Wolodymyr Selenskyj, Präsident der Ukraine
- Vitali Klitschko, Bürgermeister von Kiew
- Isaac Herzog, Präsident von Israel
- Tzipi Livni, ehem. Außenministerin von Israel
- Gitanas Nausėda, Präsident Litauens
- Mohammed Schtajjeh, Ministerpräsident Palästina
- Ursula von der Leyen, EU-Kommissionspräsidentin
- Jakov Milatović, Präsident Montenegros
- Petr Pavel, Präsident der Tschechischen Republik
- Edgars Rinkēvičs, Präsident Lettlands
- Jens Stoltenberg, NATO-Generalsekretär

- Abdullah II. bin al-Hussein, König von Jordanien
- Ahmad Awad bin Mubarak, Premierminister des Jemen
- Batmönchiin Battsetseg, Außenministerin der Mongolei
- Carl-Oskar Bohlin, Minister für Zivilverteidigung Schwedens
- Hanke Bruins Slot, Außenminister der Niederlande
- José Manuel Albares Bueno, Außenminister von Spanien
- Riyad al-Maliki, Außenminister der palästinensischen Autonomiegebiete
- Abdullatif bin Raschid al-Sajani, Außenminister von Bahrain
- Mohammed Shia' al-Sudani, Außenminister des Irak
- Mohammed bin Abdulrahman Al Thani, Premierminister und Außenminister Katars
- Arvydas Anušauskas, Verteidigungsminister Litauens
- Zin Mar Aung, Außenministerin von Myanmar
- Annalena Baerbock, Außenministerin von Deutschland
- Nidschirfan Barzani, Präsident der autonomen Region Kurdistan (Irak)
- Jeyhun Bayramov, Außenminister Aserbaidschans
- Denis Bećirović, Mitglied des Staatspräsidiums von Bosnien und Herzegowina
- Bjarni Benediktsson, Außenminister Islands
- Tobias Billström, Außenminister Schwedens
- Ian Borg, Außenminister von Malta
- David Cameron, Außenminister von Großbritannien
- Helena Carreiras, Verteidigungsministerin von Portugal
- João Gomes Cravinho, Außenminister Portugals
- Robert Dussey, Außenminister Togos
- Espen Barth Eide, Außenminister Norwegens
- Faisal bin Farhan Al Saud, Außenminister von Saudi-Arabien
- Hakan Fidan, Außenminister der Türkei
- Paul Gallagher, Außenminister des Vatikans
- Giorgos Gerapetritis, Außenminister Griechenlands
- Gordan Grlić Radman, Außenminister Kroatiens
- Javier González-Olaechea Franco, Außenminister von Peru
- Antti Häkkänen, Verteidigungsminister Finnlands
- Igli Hasani, Außenminister Albaniens
- Dominique Hasler, Außenministerin Liechtensteins
- Ng Eng Hen, Verteidigungsminister von Singapur
- Subrahmanyam Jaishankar, Außenminister von Indien
- Aksel V. Johannesen, Premierminister der Färöer
- Mélanie Joly, Außenministerin von Kanada
- Pål Jonson, Verteidigungsminister Schwedens
- Krišjānis Kariņš, Außenminister Lettlands
- Israel Katz, Außenminister Israels
- Dmytro Kuleba, Außenminister der Ukraine
- Albin Kurti, Premierminister des Kosovo
- Hadja Lahbib, Außenministerin von Belgien
- Gabrielius Landsbergis, Außenminister von Litauen
- Karl Lauterbach, Gesundheitsminister Deutschlands
- Christian Lindner, Finanzminister Deutschlands
- Troels Lund Poulsen, Verteidigungsminister Dänemarks
- Micheál Martin, Außenminister von Irland
- Ararat Mirsojan, Außenminister Armeniens
- Masud Bin Momen, Außenstaatssekretär von Bangladesch
- Diana Mondino, Außenministerin von Argentinien
- Mia Amor Mottley, Premierministerin von Barbados
- Kajsa Ollongren, Verteidigungsministerin der Niederlande
- Suren Papikjan, Verteidigungsminister Armeniens
- Boris Pistorius, Verteidigungsminister von Deutschland
- Mark Rutte, Premierminister der Niederlande
- Mohamed Uvais Mohamed Ali Sabry, Außenminister von Sri Lanka
- Sameh Shoukry, Außenminister von Ägypten
- Hanana Ould Sidi, Verteidigungsminister von Mauretanien
- Radosław Sikorski, Außenminister von Polen
- Kerrie Symmonds, Außenminister von Barbados
- Antonio Tajani, Außenminister von Italien
- Stergomena Tax, Verteidigungsministerin von Tansania
- Elina Valtonen, Außenministerin von Finnland
- Wang Yi, Außenminister von China
- Moosa Zameer, Außenminister der Malediven

- Mohammed bin Abdulrahman Al Thani, Premierminister von Katar
- Nana Akufo-Addo, Präsident von Ghana
- Ilham Aliyev, Präsident von Aserbaidschan
- Bernardo Arévalo, Präsident von Guatemala
- Alexander De Croo, Premierminister von Belgien
- Nikos Dendias, Verteidigungsminister Griechenlands
- Nikolaj Denkow, Ministerpräsident von Bulgarien
- Mette Frederiksen, Ministerpräsidentin von Dänemark
- Mariya Gabriel, Vize-Premierministerin von Bulgarien
- Robert Golob, Premierminister von Slowenien
- Robert Habeck, Vizekanzler von Deutschland
- Hasina Wajed, Premierministerin von Bangladesch
- Kaja Kallas, Premierministerin von Estland
- Kyriakos Mitsotakis, Ministerpräsident von Griechenland
- Mia Mottley, Premierministerin von Barbados
- Stevo Pendarovski, Präsident von Nordmazedonien
- Mark Rutte, Premierminister der Niederlande
- Evika Silina, Ministerpräsidentin von Lettland
- Jonas Gahr Støre, Premierminister von Norwegen
- Nikol Paschinjan, Premierminister von Armenien
- Andrej Plenković, Premierminister von Kroatien
- Edi Rama, Premierminister von Albanien
- Ingrida Šimonytė, Premierministerin Litauens
- Alexander Stubb, gewählter Präsident von Finnland
- Gustavo Petro Urrego, Präsident von Kolumbien
- Leo Varadkar, Regierungschef (Taoiseach) von Irland
- Salome Surabischwili, Präsidentin von Georgien

- Christopher G. Cavoli, Alliierter Oberkommandierender in Europa
- Jan Christian Kaack, Inspekteur der Marine
- Alfons Mais, Inspekteur des Heeres

- Julija Nawalnaja, russische Oppositionelle und Witwe von Alexei Nawalny
- Swjatlana Zichanouskaja, belarussische ehemalige Präsidentschaftskandidatin und Bürgerrechtlerin
- Michail Borissowitsch Chodorkowski, russischer Oppositioneller
- Maria Ressa, philippinische Journalistin und Friedensnobelpreisträgerin
- Masih Alinejad, iranisch-amerikanische Journalistin, Autorin und Frauenrechtlerin
- Agnès Callamard,Generalsekretärin von Amnesty International
- Hillary Clinton, ehemalige US-Außenministerin

Regierungsvertreter aus Russland und dem Iran waren nicht eingeladen.

## Themen
Zentrale Themen der Debatten waren der Krieg in Israel und Gaza seit 2023 und der Russische Überfall auf die Ukraine seit 2022.
Weitere Themen waren unter folgenden Schlagwörtern zusammengefasst: Defense (Verteidigung), Global Order (Globale Ordnung), Human Security (gesundheitliche, humanitäre und weitere nicht-traditionelle Sicherheitsherausforderungen), Sustainability (Nachhaltigkeit), Technology (Technologie).
Der regelmäßig vor der Sicherheitskonferenz veröffentlichte Münchner Security-Report trägt den Titel „Lose-Lose?“ und warnt damit vor einem Nullsummen-Denken, das zu einem Teufelskreis führen kann, in dem alle Beteiligten verlieren. Das Motto nimmt Bezug auf die notwendige Neugestaltung der globalen Ordnung zum Wohle aller als inklusive Alternative zu den gegenwärtigen „Lose-Lose“-Dynamiken des sich verbreitenden Isolationismus. Der Debatte in München nach zu urteilen, braucht es verstärkten politischen Willen, um Reformvorschläge umzusetzen.
Die Konferenz wurde überschattet durch die Meldung vom Tod Alexei Navalnys und von der Einnahme der Stadt Awdijiwka durch die russische Armee. Sie stand unter dem Motto „Wir suchen einen Silberstreif am Horizont“ und hinterließ weitgehende Ratlosigkeit.